# فرودگاه صحرایی هانسکم
فرودگاه صحرایی هانسکم (به انگلیسی: Hanscom Field) یک فرودگاه همگانی و نظامی بهره‌برداری هوایی با کد یاتا BED است که یک باند فرود آسفالت دارد و طول باند آن ۱۵۵۶ متر است. این فرودگاه در شهر بدفورد، ماساچوست کشور ایالات متحده آمریکا قرار دارد و در ارتفاع ۴۱ متری از سطح دریا واقع شده‌است.